# علوم اعصاب
علوم اعصاب  یا نوروساینس (به انگلیسی: Neuroscience) دانش مطالعهٔ دستگاه یا سامانه عصبی و زیرشاخه‌ای چندرشته‌ای از زیست‌شناسی است که با بهره‌گیری از فیزیولوژی، آناتومی، زیست‌شناسی تکاملی و زیست‌شناسی سلولی و مولکولی، مدل‌سازی ریاضی و روان‌شناسی به درک ویژگی‌های نورون‌ها و مدارهای عصبی می‌پردازد. به‌طور سنتی علوم اعصاب یکی از زیر شاخه‌های پزشکی و زیست‌شناسی و داروسازی شناخته می‌شد. به هر رو این دانش اکنون یک دانش میان رشته‌ای است و در واقع با دیگر رشته‌های دانش مانند روان‌شناسی، شیمی، رایانه، مهندسی، زبان‌شناسی، ریاضی؛ پزشکی، فیزیک و فلسفه همکاری دارد. در برخی منابع از آن به فلسفه اعصاب نیز یاد شده است.
پرسش‌هایی مانند:
مغز چیست و چگونه کار می‌کند و در زمان‌های مختلف چه واکنشی از خود نشان می‌دهد؟
چرا مردم احساسات دارند؟
در حین بروز احساسات، چه تغییراتی در مغز رخ می‌دهد؟
علت‌های ریشه‌ای اختلال‌های روانی و عصبی و …
طراحی دارو ودرمان بیماری‌های عصبی و سرطان‌ها و …
به دنبال افزایش تعداد دانشمندانی که در این حوزه فعالیت می‌کنند، بنیادهای عصب‌شناسی بزرگ، انجمن‌هایی را برای دانشمندان علوم اعصاب و محققان تشکیل داده‌اند. برای مثال، انجمن بین‌المللی تحقیقات مغزی در سال ۱۹۶۰ میلادی، جامعه بین‌المللی شیمی مغز و اعصاب در سال ۱۹۶۳، جامعه اروپایی مغز و رفتار در سال ۱۹۶۸ و انجمن عصب‌شناسی در سال ۱۹۶۹ پایه‌گذاری شد.
علوم اعصاب کوششی برای شناخت و درک دستگاه عصبی، شامل مغز، نخاع و سلول‌های حسی یا نورون‌ها در سراسر بدن است. این دانش، میدان کمابیش نوینی است که به رشد، ساختار، ترکیب شیمیایی، عملکرد و آسیب‌شناسی دستگاه عصبی می‌پردازد.
پژوهش‌ها در زمینه کارکرد عصبی، پیشینه بلندی داشته و بسیاری بنیانگذار این علم را ابن هیثم می‌دانند. وی در کتاب المناظر، توصیف بسیار دقیقی از مسیر بینایی انسان و نحوه عملکرد آن آورده‌است.
در قرن ۱۸ نیز فریتسچ و هیتزیک گزارش کردند که تحریک الکتریکی نواحی خاصی از قشر مغز حیوانات باعث حرکت می‌گردد. بروکا و ورنیکه نیز پزشکانی بودند که در مطالعات مجزای خود از طریق کالبد شکافی نشان دادند که آسیب به نواحی خاصی از مغز، با نقایص و آسیب‌های زبانی همراه است.
در همان زمان هوجلینگز جکسون اظهار داشت که در کارکردهای پیچیده‌ای نظیر درک، زبان و کارهای اجرایی، نواحی مختلفی از مغز درگیر است (لاندی-اکمن، ۲۰۰۲)
در گذشته و پیش از ابداع روش‌های نوین بررسی مغز از جمله مطالعات تصویر برداری و ثبت سیگنال، بیماران سکته مغزی و آسیب تروماتیک مغزی، یکی از مهم مطالعات علوم اعصاب بوده‌اند، چرا که با بروز آسیب در قسمتی از مغز، بخش‌هایی از عملکردهای آن تحت تأثیر قرار می‌گرفته و این فرصت به محققین داده می‌شده‌است تا به ارتباط بین عملکردهای مختلف مغز و مناطق مختلف آن پی ببرند. این دسته از مطالعات که به مطالعه آسیب معروف هستند هنوز هم متداول اند و شاکله و بنیان علوم اعصاب بر اساس این مطالعات شکل گرفته‌است.

## ابزارهای سنجشی علوم اعصاب شناختی
در علوم اعصاب شناختی تلاش می‌شود که به این سؤالات پاسخ دهد که عملکردهای روانشناختی چگونه توسط مدارهای عصبی تولید می‌شود. برای این منظور ابزارهای متعددی برای سنجش این موضوع وجود دارد. این ابزارها عبارتند از:

### تصویرسازی تشدید مغناطیسی کارکردی
تصویرسازی تشدید مغناطیسی کارکردی (به انگلیسی: Functional Magnetic Resonance Imaging) (مخفف انگلیسی: fMRI) در این روش تصاویر بصورت متناوب در حالت فعالیت و استراحت ثبت می‌شود. این تصاویر بصورت دیجیتالی و به کمک نرم افزاهایی همچون اف‌اس‌ال از هم تفریق می‌شوند.

### نوار مغز
نوار مغز (به انگلیسی: Electroencephalography) (مخفف انگلیسی: EEG) ساده‌ترین و غیر تهاجمی‌ترین روش مطالعه عملکرد مدارهای مغزی است که در آن از مجموعه‌ای از الکترود استفاده می‌شود. این الکترودها به پوست سر فرد متصل می‌شود و قابلیت دریافت سیگنال‌های مغزی را دارد. مشکلی که این روش دارد این است که برخی از سیگنال‌ها توسط جمجمه قابلیت انتقال ندارند و از طریق الکترودها قابل سنجش نخواهد بود.

### مگنتوانسفالوگرافی
مگنتوانسفالوگرافی (به انگلیسی: Magnetoencephalography) (مخفف انگلیسی: MEG) در این روش با استفاده از مغناطیس سنج‌های بسیار حساس میدان‌های مغناطیسی که به به‌طور طبیعی توسط جریان‌های الکتریکی مغز تولید می‌شود را مورد سنجش قرار می‌دهند.

### الکتروفیزیولوژی
الکتروفیزیولوژی (به انگلیسی: Electrophysiology) به مطالعه و اندازه‌گیری فعالیت‌های الکتریکی سلول‌های عصبی می‌پردازد.

### اپتوژنتیک
اپتوژنتیک (به انگلیسی: Optogenetics) یک روش مدولاسیون عصبی است که از ترکیبی از تکنیک‌های اپتیک و ژنتیک برای کنترل فعالیت سلولهای عصبی استفاده می‌کند.